# Херсонська телевежа
Херсо́нська телеве́жа — зруйнована суцільнометалева просторова ґратована телевізійна вежа у Херсоні. Спорудження тривало з 1991[уточнити] до 2005 року. Висота вежі — 200 м. З 1959 року була вежа заввишки 142 метри. У зв'язку з введенням в дію нової вежі в 2005 році частково розібрана.

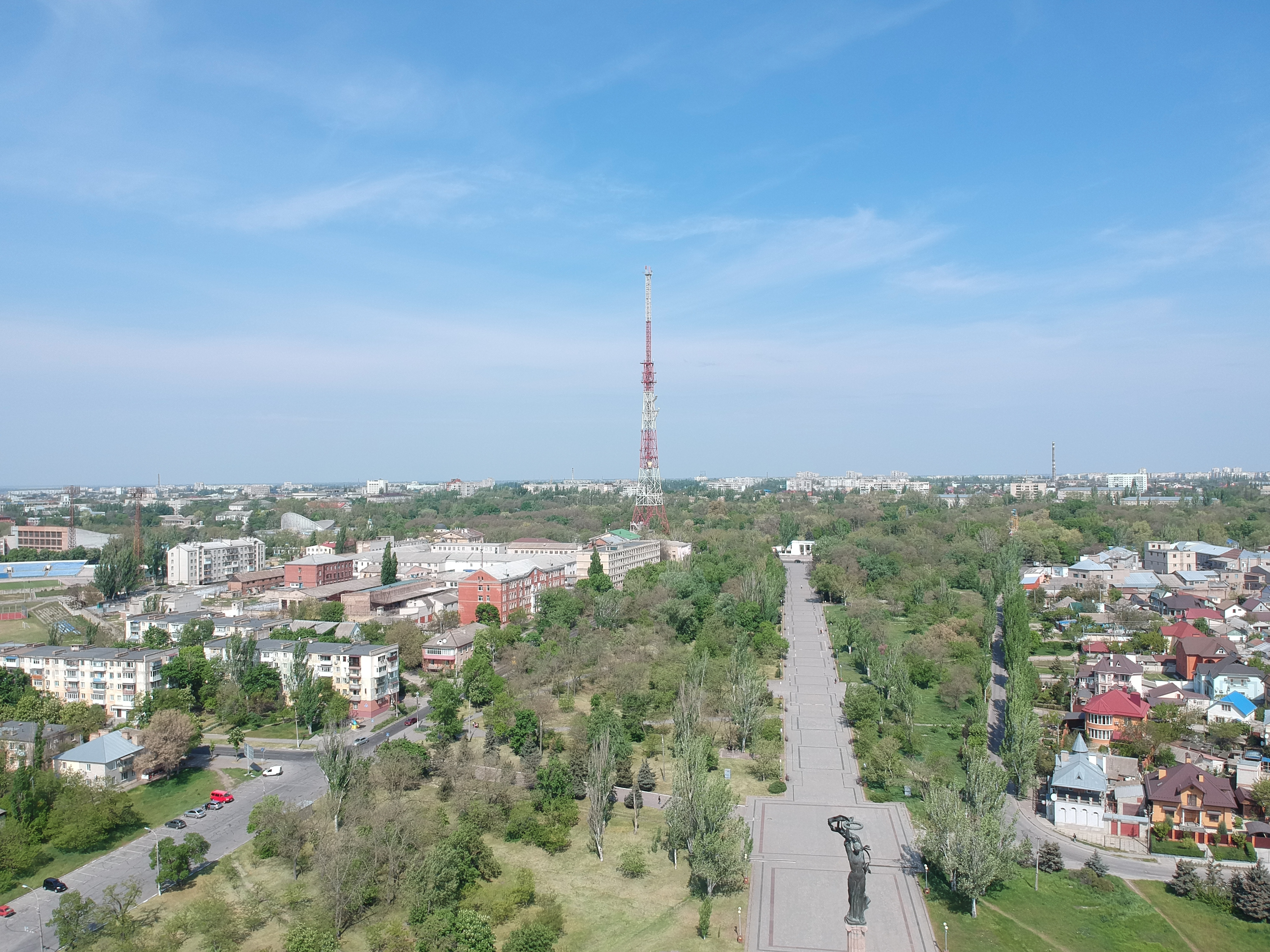
Вид телевежі з боку Дніпра

## Історія телевежі
В 1961 році почалося радіомовлення з телевежі потужними передавачами програм «Маяк».
Увечері 3 березня 2022 року російські окупанти захопили телевежу під час боїв за Херсон, у місті перестало працювати кабельне телебачення.
10 листопада 2022 року російські війська під час відступу з Херсона підірвали передавальний центр телевежі, а 12 листопада стало відомо про підрив і самої вежі.

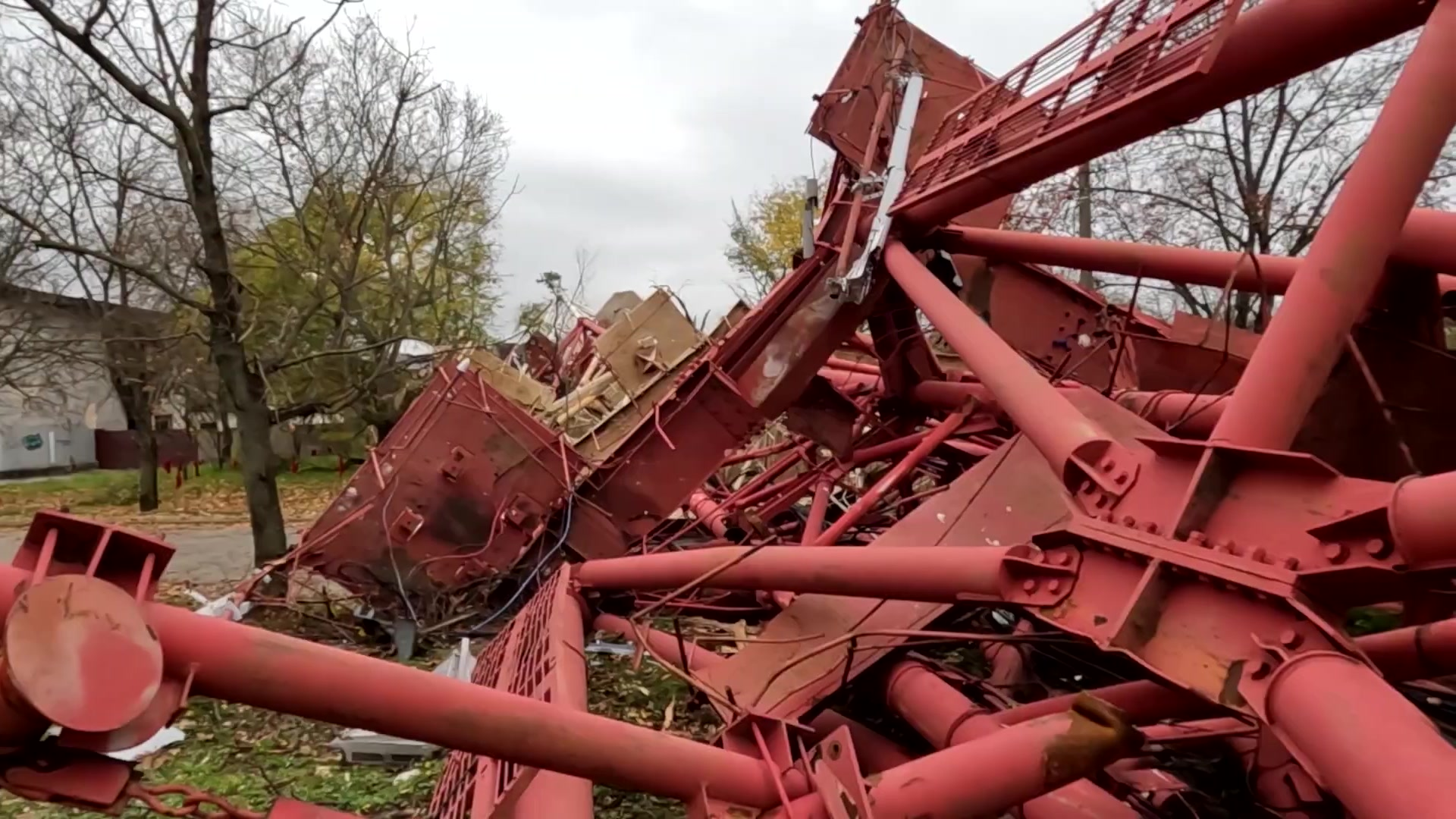
Руїни вежі